# سونیا ویگرت
سونیا ویگرت (انگلیسی: Sonja Wigert؛ ‏ ۱۱ نوامبر ۱۹۱۳ – ۱۲ آوریل ۱۹۸۰) بازیگر اهل نروژ بود. وی بین سال‌های ۱۹۳۴ تا ۱۹۶۰ در ۳۴ فیلم بازی کرد. سونیا در طول جنگ جهانی دوم برای ارتش سوئد جاسوسی می‌کرد. اینگری بولسه بردال در فیلم جاسوس (۲۰۱۹) در نقش وی بخشی از زندگی او را به تصویر کشید. از دیگر فیلم‌های او می‌توان به همه اینها به‌علاوه ایسلند اشاره کرد.